# (762) Пулкова
(762) Пу́лкова (лат. Pulcova) — крупный двойной астероид главного пояса, принадлежащий к довольно редкому спектральному классу F, богатому углеродными соединениями, обеспечивающими ему низкое значение альбедо. Он был открыт 3 сентября 1913 русским астрономом Григорием Неуйминым в Симеизской обсерватории и назван в честь Пулковской обсерватории, чьим отделением она является.

Орбита астероида Пулкова и его положение в Солнечной системе
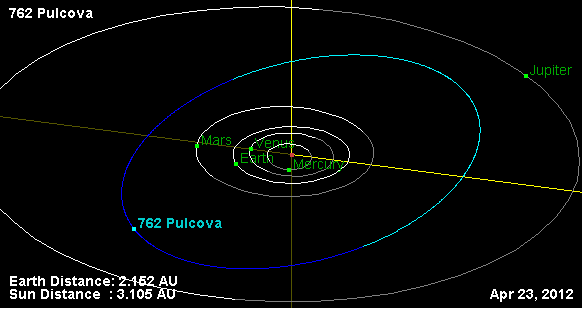
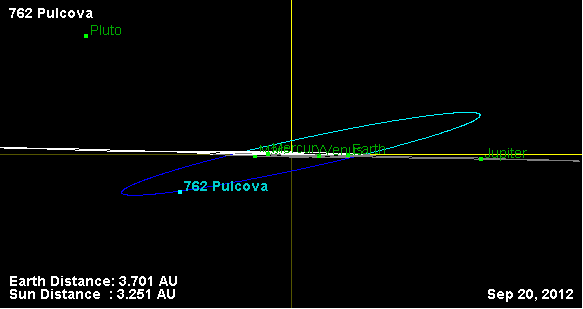

## Спутник
22 февраля 2000 года на телескопе CFHT в обсерватории Мауна-Кеа, Гавайи у астероида Пулкова был обнаружен небольшой спутник, получивший предварительное обозначение S/2000 (762) 1. Спутник диаметром около 15 км, что приблизительно равно 1/10 части от размера основного астероида, вращается вокруг него по орбите радиусом 800 км. Из-за своих небольших размеров спутник примерно на 4 звёздных величины слабее, чем основной компонент.

## Плотность
Первоначально плотность астероида (762) Пулкова по расчётам W. J. Merline и др. была определена на границе 1,8 г/см³, что было значительно больше, чем у других двойных астероидов, таких как (90) Антиопа и (45) Евгения. Но более поздние оценки, проведённые А. Marchis и др. в 2008 году, показали, что плотность этого астероида не превышает значения 0,9 г/см³, что позволяет сделать предположение, что астероид Пулкова не является монолитным объектом, а представляет собой так называемую груду щебня — совокупность не связанных между собой камней и пыли, сбившихся вместе за счёт действия сил гравитации.